# African Union of Broadcasting
Die African Union of Broadcasting (AUB) (deutsch: Afrikanische Rundfunkunion, französisch: Union africaine de radiodiffusion, arabisch: الاتحاد الأفريقي للبث, romanisiert: Alaitihad al'Afriqiu Lilbathi, portugiesisch: União Africana de Radiodifusão) ist ein Berufsverband der nationalen Radio- und Fernsehsender afrikanischer Staaten. Die Organisation arbeitet an der Entwicklung der afrikanischen Rundfunkindustrie, indem sie den Austausch einheimischer Programme fördert und bevorzugte Satellitentarife für ihre Mitgliedsorganisationen durchsetzt. Sie ist Mitglied der World Broadcasting Unions.

## Geschichte
Die AUB wurde 1962 als Union of African National Television and Radio Organizations (französisch: Union des Radiodiffusions et Televisions Nationales d’Afrique, URTNA) gegründet, eine autonome Spezialagentur, die unter der Schirmherrschaft der OAU arbeitet. Die Organisation wurde bei der Generalversammlung der URTNA 2006 in Abuja, Nigeria, in African Union of Broadcasting umbenannt.